# Javier Romo
Javier Romo Oliver (* 6. Januar 1999) ist ein ehemaliger spanischer Triathlet und aktueller Radrennfahrer.

## Sportlicher Werdegang
Im Jahr 2017 holte Javier Romo die Bronzemedaille bei den spanischen Triathlon-Meisterschaften der Junioren. Nachdem er mit 20 Jahren in den Straßenradsport wechselte, wurde er im Jahr 2020 spanischer Meister im Straßenrennen der Klasse U23.
Für das Jahr 2021 erhielt er daraufhin einen Vertrag bei dem kasachischen UCI WorldTeam Astana-Premier Tech (später Astana Qazaqstan). In der Saison 2023 gewann er als Gesamtsiebter die Nachwuchswertung der Burgos-Rundfahrt, ehe er im Alter von 24 Jahren sein Grand-Tour-Debüt im Rahmen der Vuelta a España 2023 gab. Auf der 2. Etappe ging er in die Ausreißergruppe und rückte somit auf den zweiten Gesamtrang vor, da die Etappe aufgrund des schlechten Wetters noch während dem Renngeschehen verkürzt werden musste. Nachdem er sich auf der 9. Etappe einen Lendenwirbelbruch zugezogen hatte, gab er die Rundfahrt jedoch frühzeitig auf.
Im Jahr 2024 wechselte Javier Romo zum spanischen Movistar Team für das er seine erste Tour de France bestritt. Dabei belegte er den 23. Gesamtrang und wurde Fünfter der Nachwuchswertung. Sein bestes Tagesergebnis erzielte er als Siebter auf der 9. Etappe, die über mehrere Schotter-Passagen führte. Mit dem Ende der Saison 2024 verlängerte er seine Vertrag bei Movistar um vier Jahre.
Zu Beginn des Jahres 2025 ging Javier Romo bei der Tour Down Under an den Start, wo er die 3. Etappe nach einem späten Angriff als Solist gewann, und die Gesamtwertung übernahm.

## Erfolge

### Triathlon
2017
- spanischer Meister (Junioren)

### Radsport
2020
- spanischer Meister (Straßenrennen U23)

2023
- Nachwuchswertung Burgos-Rundfahrt

2025
- eine Etappe Tour Down Under

## Grand-Tour-Platzierungen
| Grand Tour            | 2023 | 2024 |
| --------------------- | ---- | ---- |
| Giro d’ItaliaGiro     | –    | –    |
| Tour de FranceTour    | –    | 23   |
| Vuelta a EspañaVuelta | DNF  | –    |